# SWAN
SWAN, a. s. – słowackie przedsiębiorstwo telekomunikacyjne z siedzibą w Bratysławie. Stanowi część holdingu DanubiaTel, Inc.
Jego portfolio obejmuje markę telefonii komórkowej 4ka.
Przedsiębiorstwo rozpoczęło działalność w 2000 roku (wówczas pod nazwą Callino, s. r. o.). W 2001 r. zmieniło nazwę na SWAN, s.r.o., a w 2002 r. zostało przekształcone w spółkę akcyjną (SWAN, a. s.).